# Lorenzo Costa
Lorenzo Costa, detto anche il Vecchio (Ferrara, 1460 – Mantova, 5 marzo 1535), è stato un pittore italiano.

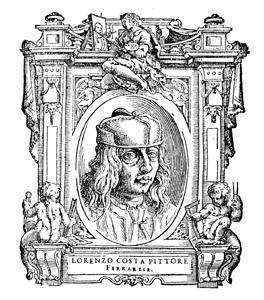
Lorenzo Costa da Le Vite di Giorgio Vasari

Fu uno dei più importanti artisti della scuola ferrarese e della Scuola di Mantova del Cinquecento. Fu il padre del pittore Ippolito Costa (1506-1561) e nonno di Lorenzo Costa il Giovane (1537-1583).

## Biografia
Formatosi in ambiente ferrarese, sugli esempi di Cosmè Tura e di Ercole de' Roberti, andò a vivere a Firenze, dove studiò gli artisti fiorentini: qui divenne discepolo di Benozzo Gozzoli.
Si trasferì nel 1483 a Bologna, testimoniando con ciò l'esaurimento della scuola ferrarese e la contemporanea ascesa di Bologna come centro artistico. Sviluppò la gran parte del suo lavoro, sotto l'influenza di Ercole de' Roberti. Questa esperienza emiliana lo portò anche ad influenzare un pittore di scuola forlivese come Baldassarre Carrari il Giovane. Dipinse la famiglia Bentivoglio intorno alla Vergine e i Trionfi nella loro cappella in San Giacomo Maggiore ed è citata la presenza di suoi affreschi nel palazzo non più esistente della stessa famiglia.
I suoi accostamenti morbidi e distesi richiamano la pittura del Perugino di Filippo Lippi, di Piero di Cosimo e di Francesco Francia. L'equilibrio raggiunto dall'artista in questa sorta di eclettismo gradevole ma non immune da cadenze manierate, restò immutato nella sua successiva attività.
Verso la fine del secolo soggiornò in Toscana, a Ferrara e a Roma in occasione dell'elezione di Giulio II.
Si trasferì a Mantova nel 1506 come pittore di corte, chiamato da Isabella d'Este, dove si avvicinò all'arte del Mantegna. I primi lavori compiuti per la marchesa di Mantova furono Isabella d'Este nel regno di Armonia e il Regno del dio Como, su un disegno incompiuto di Andrea Mantegna, che servirono ad arredare lo studiolo di Isabella.

## Opere principali

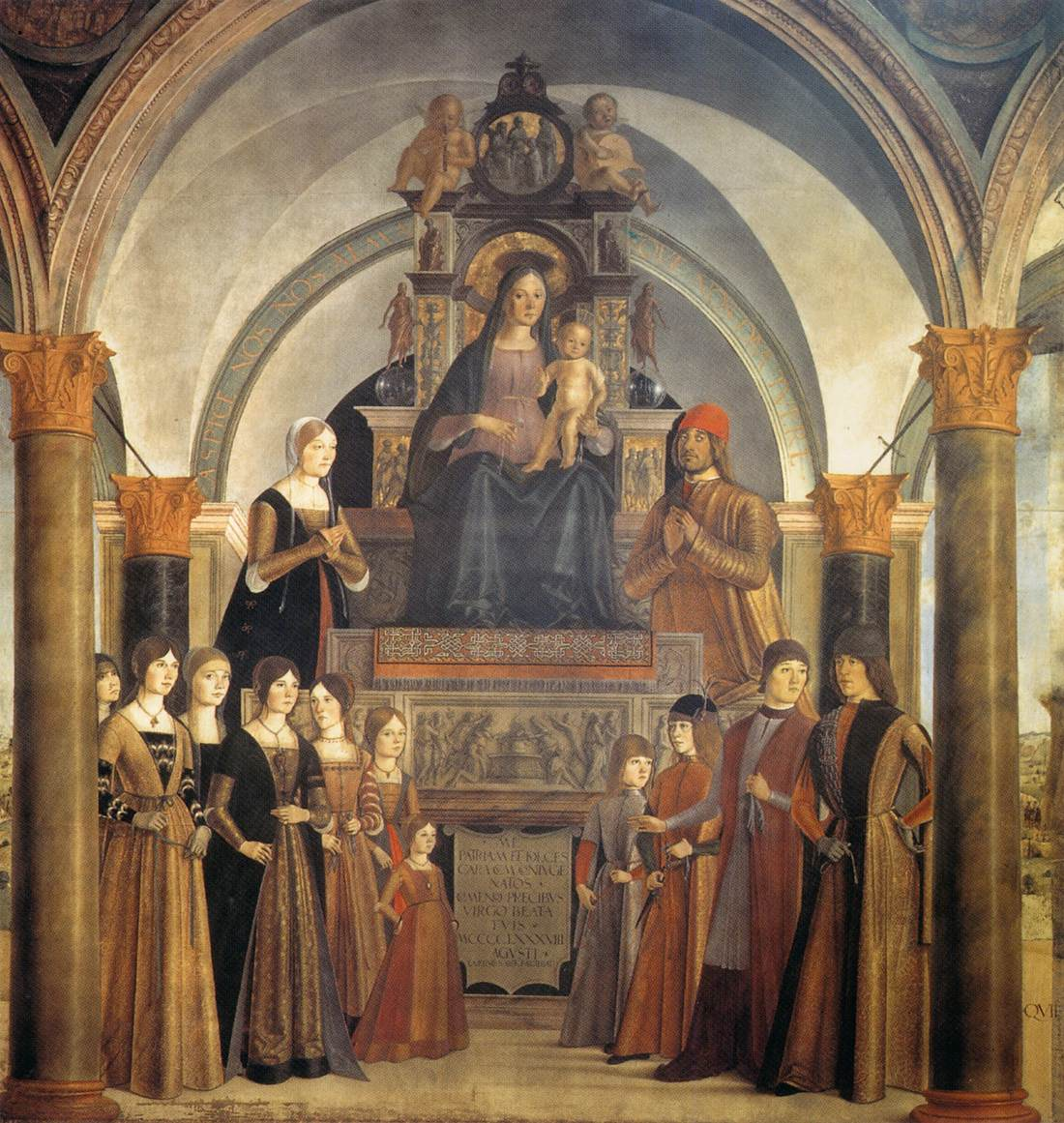
Lorenzo Costa
Giovanni II Bentivoglio e la sua famiglia
Cappella Bentivoglio, Basilica di San Giacomo Maggiore, Bologna

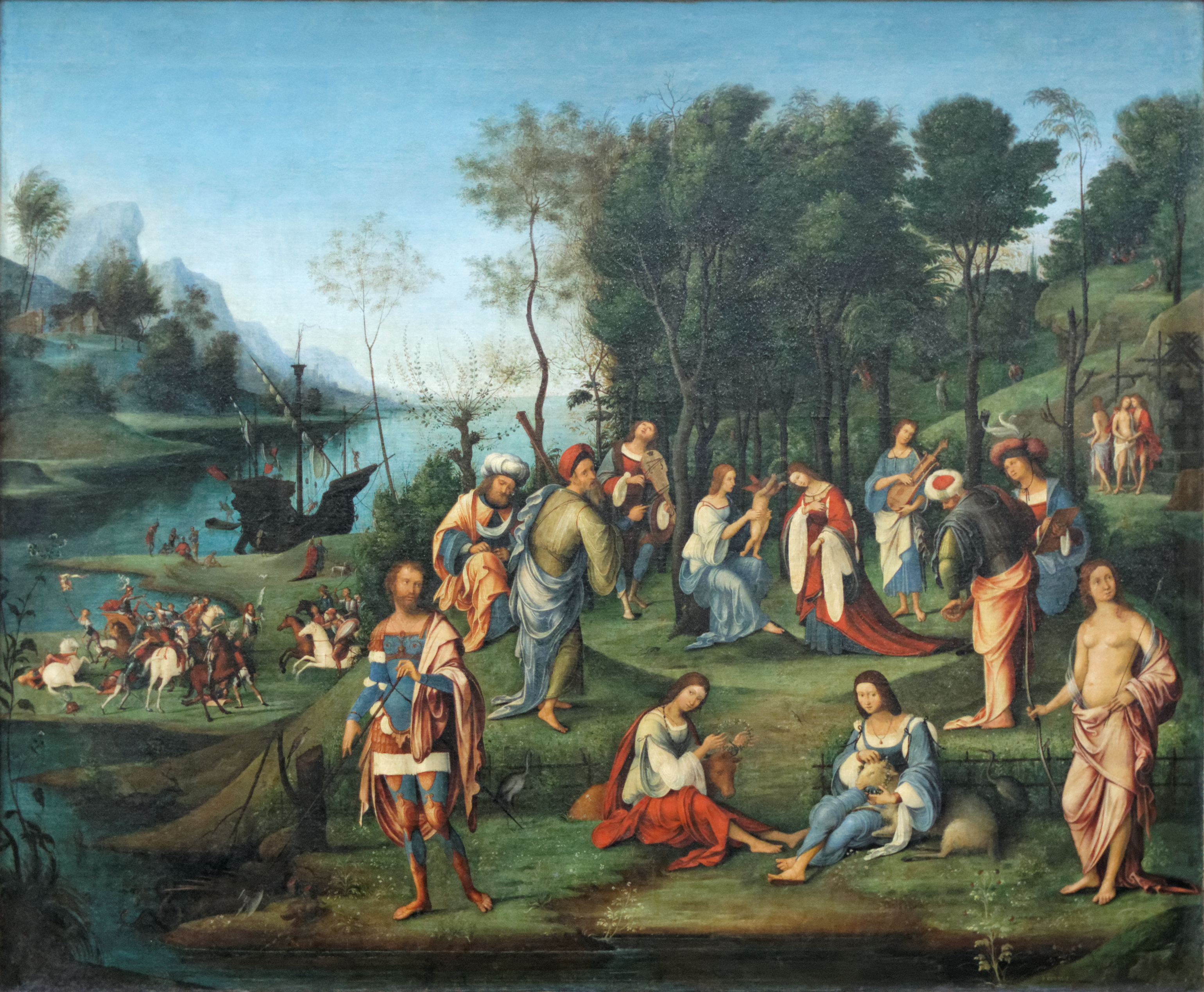
Isabella d'Este nel regno di Armonia, Museo del Louvre, Parigi, 1505.

- Concerto, 1485-95, National Gallery, Londra
- Pala Bentivoglio, 1488, San Giacomo Maggiore, Bologna
- La spedizione degli argonauti 1484 - 1490, Museo degli Eremitani, Padova
- Adorazione del Bambino 1490 circa - Musée des Beaux-Arts, Lione
- San Sebastiano, 1490-91, Uffizi, Firenze
- San Petronio, 1490, San Giacomo Maggiore, Bologna
- Ritratto di Giovanni II Bentivoglio, 1490-92, Galleria degli Uffizi, Firenze
- Madonna e santi, 1492, Basilica di San Petronio, Bologna
- Adorazione dei Magi, 1499, Pinacoteca di Brera, Milano
- Incoronazione della Vergine, 1501, chiesa di San Giovanni in Monte, Bologna
- Madonna col Bambino e san Francesco, Pinacoteca Civica, Forlì
- Sposalizio della Vergine, 1505, Pinacoteca Nazionale, Bologna
- Isabella d'Este nel regno di Armonia, 1506, Louvre, Parigi
- Ritratto di Battista Fiera, 1507-1508, National Gallery, Londra
- Regno di Como, 1511, Louvre, Parigi
- Madonna in trono e santi, 1525, Basilica di Sant'Andrea, Mantova
- Ritratto di gentildonna, Hampton Court, Londra
- San Sebastiano, Gemäldegalerie, Dresda
- Ritratto di Federico Gonzaga, Collezione von Clary-Aldringen, Teplice
- San Giovanni evangelista, Accademia Carrara, Bergamo.